# Rudy Zini
Rudy Zini (Tirano, 7 luglio 1988) è un ex biatleta italiano.

## Biografia
Rudy Zini, originario di Livigno e attivo dalla stagione 2005-2006, quando ha esordito in Coppa Europa (l'11 marzo in Val Martello in sprint, 23º), è entrato a far parte della nazionale italiana nel 2007; ha preso parte ai Mondiali juniores di Ruhpolding 2008, classificandosi 19º nell'individuale, 43º nella sprint, 36º nell'inseguimento e 8º nella staffetta, e agli Europei juniores di Nové Město na Moravě 2008, piazzandosi 49º nell'individuale, 45º nella sprint, 45º nell'inseguimento e 12º nella staffetta.
Ai Mondiali juniores di Canmore 2009 è stato 36º nell'individuale, 19º nella sprint, 18º nell'inseguimento e 7º nella staffetta e agli Europei di Val Ridanna 2011 si è classificato 22º nell'individuale e 7º nella staffetta; in Coppa del Mondo ha esordito il 20 gennaio 2017 ad Anterselva in individuale (94º) e ha conquistato il miglior risultato il giorno seguente nella medesima località in staffetta (10º), alla sua seconda e ultima gara nel massimo circuito. Si è ritirato nel corso della stagione 2019-2020 e la sua ultima gara in carriera è stata l'inseguimento di IBU Cup disputato il 18 gennaio a Brezno/Osrblie, chiuso da Zini al 38º posto; non ha preso parte a rassegne olimpiche o iridate.

## Palmarès

### Coppa Europa/IBU Cup
- Miglior piazzamento in classifica generale: 54º nel 2017

### Campionati italiani
- 1 medaglia[2]:
  - 1 oro (staffetta nel 2009)

### Campionati italiani juniores
- 1 medaglia[1]:
  - 1 argento (inseguimento nel 2008)

### Campionati italiani giovanili
- 2 medaglie[1]:
  - 2 ori (sprint, partenza in linea nel 2007)